# 安德烈·塔尤尔斯基
安德烈·伊万诺维奇·塔尤尔斯基（俄语：Андрей Иванович Таюрский，1900年—1942年2月23日）苏联空军少将，苏德战争时期是西线的空军司令员。1941年苏德战争爆发，西部方面军在比亚韦斯托克-明斯克战役遭到毁灭性打击，总司令德米特里·格里戈里耶维奇·巴甫洛夫被解除职务、逮捕，并被控以叛国与失职。1941年遭到牵连被判处死刑。